# Epheszoszi Szóranosz
Epheszószi Szóranosz (ógörögül: Σωρανός), (98 – 138) római kori görög orvos és író.
A metodikus orvosi iskola egyik legtekintélyesebb képviselője volt. Orvosi tanulmányait Alexandriában végezte, majd Rómába ment, ahol Traianus és Hadrianus idejében az egyik leghíresebb orvossá vált. Kivált mint nőgyógyász volt híres. Egyetlen műve, amelynek eredeti szövege fennmaradt, a Peri günaikeón pathón (A női betegségekről). Ez az egyetlen ismert ókori szülész- és nőgyógyászati kézikönyv, amely egyben tárgyalja az újszülöttek ápolását és a gyermekek testi nevelését is (a 24.-26. fejezetekben). Főművének, a Peri okszeón pathón kai peri kronión pathón-nak (A heveny és az idült betegségekről) eredeti görög szövege elveszett ugyan, de latin fordítása, amelyet Caesius Aurelianus készített az 5. század elején, fennmaradt. Ismert még a Peri szmeión katagmatón (A csonttörések tüneteiről) című művének egy részlete, valamint a Bión Ippokratón (Hippokratész élete) című értekezése, amely töredéke egy nagyobb, elveszett munkájának, amelynek címe a Szuda-lexikon szerint Bioi iatrón kai aireszeisz kai szüntagmata (Orvosok életrajzai, secták és rendszerek) volt, s tíz részből állt.
Nemcsak kortársai előtt, hanem még évszázadok hosszú során át is igen nagy volt Szóranosz tekintélye. Galénosz, aki heves ellenfele volt a metodikus iskolának, magát Szóranoszt sohasem támadta, sőt egyes gyógyeljárásait dicsérőleg említette meg. Az egyházi írók is magasztalták, így például Tertullianus „methodicae medicinae instructissimus”-nak mondja. Caelius Aurelianus „princeps methodicorum”-nak nevezi, a bizánci orvosírók pedig valamennyien bő kivonatokat közöltek Szoranosz műveiből. Egészen az újkorig Hippokratés és Galénosz mellett a leggyakrabban olvasott és legtöbbször idézett orvosíró volt.

## Művei magyarul
- A nők betegségeiről IN: Sóranos Gradvohl Edina: Sóranos, Új Mandátum Könyvkiadó, 2006 (Kréné), ISBN 9799639609265